# È tutto un attimo
È tutto un attimo è un album della cantante italiana Anna Oxa, pubblicato dall'etichetta discografica CBS nel 1986.
Il disco rappresenta il quarto ed ultimo lavoro della cantante prodotto da Mario Lavezzi.

## Descrizione
Contiene i brani È tutto un attimo, quinto classificato al Festival di Sanremo, ed anche L'ultima città, partecipante al Festivalbar.
Il brano Aspettando Quazim è il secondo brano del repertorio dell'artista dedicato al padre.
Altri brani del disco: Anna Goodbye, Sono e sarò, Tenera immagine e Resta qui.

## Tracce
CD (CBS 466399 2)
1. È tutto un attimo – 4:05 (testo: Adelio Cogliati, Franco Ciani – musica: Umberto Smaila)
2. Aspettando Qazim – 4:24 (testo: Adelio Cogliati, Franco Ciani – musica: Mario Lavezzi)
3. Sono e sarò – 3:43 (testo: Adelio Cogliati, Franco Ciani – musica: Mario Lavezzi)
4. Un'altra fiaba – 4:29 (testo: Adelio Cogliati, Franco Ciani – musica: Gian Piero Ameli)
5. Tenera immagine – 3:57 (testo: Adelio Cogliati, Franco Ciani – musica: Silvano Fossati)
6. L'ultima città – 3:56 (testo: Adelio Cogliati, Franco Ciani – musica: Piero Fabrizi)
7. Sera di dicembre – 4:14 (testo: Adelio Cogliati, Franco Ciani – musica: Maurizio Fabrizio, Popi)
8. Resta qui – 4:26 (testo: Adelio Cogliati, Franco Ciani – musica: Silvano Fossati)
9. Cielo di cristallo – 4:04 (testo: Adelio Cogliati, Franco Ciani – musica: Mario Lavezzi)
10. Anna Goodbye – 3:53 (testo: Adelio Cogliati, Franco Ciani – musica: Silvano Fossati)

## Formazione
- Anna Oxa – voce
- Piero Fabrizi – chitarra elettrica, chitarra solista
- Pier Michelatti - basso
- Gigi De Rienzo – basso
- Mario Lavezzi – chitarra
- Andrea Sacchi – chitarra acustica
- Danilo Madonia – tastiera
- Alfredo Golino – batteria
- Giulia Fasolino, Naimy Hackett – cori